# Mourad Lemsen
Mourad Lemsen est un footballeur marocain né le 1er janvier 1980. Il évolue au poste de latéral droit à la Jeunesse sportive El Massira.

## Carrière
Mourad Lemssen rejoint le centre de formation du Wydad de Casablanca en 1988 à l'âge de 8 ans ou il joua dans la catégorie benjamin au poste de latéral gauche puis au poste latéral droit.
Il passa sa formation avec succès en passant par la catégorie benjamin,minime puis cadet et junior et finalement il joua en équipe première en 2002 ou il évolua jusqu'à aujourd'hui.

## Profil
Mourad Lemssen est doté d'une excellente condition physique et d'une taille très équilibré pour un latéral. Il est connu pour sa robustesse et sa combativité qui fait de lui un casseur de jeu adverse. Son jeu de passe est très apprécié par ses coéquipiers vu qu'il protège sa balle en circulant et surtout il récupère ses balles perdues en faisant un bon pressing sur ses adversaires.
Mourad Lemssen reste un joueur très apprécié par son entraîneur et par ses coéquipiers du fait que son jeu est toujours collectif et sûr.

## Palmarès
Wydad de Casablanca
- Champion du Maroc
  - Champion en 2010
- Finaliste champions league CAF 2011 Wac # taraji tunisien
- Finaliste coupe d arabe 2008 wac# wifak STIF algerer
- Finaliste coupe d arabe 2009 Wac # taraji tunisien